# التهاب السبلة الشحمية
التهاب السبلة الشحمية هي مجموعة من التهابات التي تصيب الطبقة الداخلية من الجلد (الطبقة الدهنية تحت الجلد - الأنسجة الدهنية). التي تتسبب بظهور بثور متعددة في الوركين، الصدر والثديين. حالة التهاب للغشاء الخارجي حيث يثخن الجلد، وتوجد كتل قاسية تحت جلدية فوق البطن والجزء العلوي للصدر، وفي الجهات الداخلية للذراعين والفخذين، وتلتهب السبلة الشحمية في داخل البطن أيضاً، وهناك نوع متكرر يعود مترافقاً مع حرارة وتورم شحمي.

## الأنواع
أوضحت الاضطرابات الالتهابية لشحم تحت الجلد بأنها أمراض السبلة الشحمية الحاجزية أو الفصيصية، وهي الحمامى العقدة، التهاب السبلة الشحمية الفصيصي، التهاب السبلة الشحمية الفيزيائي.فالحمامى العقدة : حيث تظهر عقيدات حمامية مؤلمة أحياناً كدمية على الوجه الأمامي للساق والبداية مفاجئة. والنساء أكثر إصابة عادة بين عمر 15-40 سنة. غالباً ما تكون الآفات مجسوسة وليست مرئية ثنائية الجانب ومتناظرة، قطرها من 1-5 سم. وقد تتلاصق العقيدات لتشكل لويحات. وبعد عدة أيام تضمحل وتصبح كدمية اللون. وفي النهاية تصبح خضراء مصفرة. وهي لا تتقرح أبداً ولا تتندب ولا تسبب ضموراً. تستمر الاندفاعات من 3-6 أسابيع. قد تترافق مع علامات عامة مثل حمى، تعب، دعث، انزعاج معدي معوي، صداع، آلام مفصلية والتهاب ملتحمة. أما في الشكل المزمن تكون الآفات قليلة أو وحيدة، على جانب الساق عادة وتكون عقدية في البدء ثم تصبح مسطحة عريضة شكلها دائري وغالباً ما تستمر لأشهر عديدة. وعن أسباب الحمامى العقدة فيعتقد بأنها تفاعل فرط تحسس يحدث بسبب المستضادات التي تتشكل في حالة الإصابة بالأخماج عادة مثل الإنتانات الناتجة عن العقديات الحالة للدم المجموعة A التي تسبب التهاب اللوزات القيحي. ومن الأسباب المحتملة الأخرى الساركويد وأمراض المناعة الذاتية والروماتيزم والأدوية والحمل والخباثات. وفي العديد من الحالات الحادة لا يعرف السبب لكن يعتقد أن الحمل ومانعاته الفموية عوامل مؤهبة. ولكن الآلية الإمراضية غير مفهومة بعد. غير أنه يظن بأنها تنجم عن ترسب المعقدات المناعية في وريدات الحاجز للشحم تحت الجلد. وعلاجها عرضي لأنها غالباً ما تشفى عفوياً، ويمكن استعمال مضادات الالتهاب اللاستيروئيدية وكذلك إيوديد البوتاسيوم 300 – 900 ملغ / اليوم.
1. التهاب السبلة الشحمية الفصيصي: فهو نوعان:

- التهاب السبلة الشحمية العقيدي والذي يسمى أيضاً التهاب الأوعية العقيدي، يشبه الحمى الصلبة نسيجياً وسريرياً، يصيب الأطفال والكهول، يتصف بحدوث حمّى وهجمة أو هجمات عديدة من العقيدات الالتهابية في الشحم تحت الجلد. أحياناً تظهر عقيدات متقرحة تفرز سائلاً أصفر زيتياً. وأحياناً تشاهد إصابة جهازية تصيب الشحم والأحشاء وحتى العضلة القلبية. وقد لا يعد مرضاً مميزاً، بل مصاحباً لأمراض أخرى.
- التهاب النسيج الشحمي المعثكلي(البنكرياس)، ويجب أن يميّز عن الحمامى الصلبة السلية بإجراء السلين وتحري العصيات السلية. أما الثاني فهو التهاب السبلة الشحمي التصلبي حيث يصيب النساء البدينات بعد سن الأربعين تظهر لويحات التهابية واضحة الحدود على الأطراف السفلية وخاصة الطرف الأيسر مسببة فرط تصبغ. والسبب ركودة وريدية تنتهي بتسمك ليفي للفافة والحاجز الأدمي.

2.التهاب السبلة الشحمية الفيزيائي بأنه صلدمة الوليد، أو نخر الشحم تحت الجلد عند الوليد، أو التهاب السبلة الشحمية القري، وكذلك التهاب السبلة الشحمية بعد الستيروئيدات. صلدمة (صلابة) الوليد وهو اضطراب يظهر خلال الأسبوع الأول من الحياة وكانت تعد علامة غير نوعية على المرض الشديد. نسبة الوفاة تصل إلى 75% ومن العوامل المؤهبة الخداج وقصور المشيمة. ويبدو أنها لا تحدث عند الأصحاء بل تحدث أثناء الأمراض الشديدة من أخماج شديدة وأمراض القلب الولادية وما يشبهها. وصلابة الشحم تحت الجلد تعود لانخفاض حرارة النسيج الشحمي. سريرياً تبدأ الصلابة الخشبية في الإلية والفخذ ثم تنتشر سريعاً لتشمل كامل الجسم عدا الراحتين والأخمصين والأعضاء التناسلية. الجلد قاس وبارد وأصفر اللون مع بقع حمراء، لا ينطبع بالضغط والحركة محدودة والوجه كالقناع. أما الإنذار فهو سيء ونسبة الوفاة تتجاوز 50%. وبالنسبة للعلاج فهناك دلائل على أن تبديل الدم المتكرر ينقص نسبة الوفاة.
ونخر الشحم تحت الجلد عند الوليد هو اضطراب عابر نادر يحدث عند الأطفال ذوي الوزن الطبيعي ويبدأ خلال الأسابيع الستة الأولى من العمر، والسبب غير معروف، إلا أن هناك مجموعة من العوامل المسيئة كنقص الأكسجة، الانسمام الحملي، السكري الوالدي وانخفاض الحرارة، الرضوض أثناء الولادة. ويعتقد أن السبب الشائع هو البرد وقد يكون اضطراباً يصيب الشحم البني إذ يحدث في أماكن تواجده وفي 25% من الحالات المنتشرة لوحظ وجود فرط كلس الدم. وسريرياً فأول ما تكتشف الثخانة العقيدية في النسج تحت الجلد بين اليوم 2-21 من الولادة، وهي متناظرة، تتوضع على الإلية والفخذ والكتف والظهر والخد والذراع. وتكون الآفات متعددة وقد تشكل لويحات وغالباً ما يكون الجلد فوقها أحمر أو مزرقاً. وتكون العقيدات قاسية أو مطاطية بالجس، وقد تكون مؤلمة. وبعد عدة أشهر تختفي تاركة ضموراً خفيفاً وأحياناً تسبب الموت خاصة إذا أصيب شحم الأحشاء أو بوجود فرط كلس الدم.
3- التهاب السبلة الشحمية القري، أو النخر الشحمي فهو شكل موضع ينجم عن أذية الشحم تحت الجلد بالبرد. يصيب الولْدان والأطفال والكهول خاصة بعد التعرض لمكعبات أو أكياس الثلج أو لدرجات حرارة منخفضة جداً. وتظهر الآفات ذات الحدود الواضحة بعد 48 – 72 ساعة من التعرض للبرد، يشكو المريض من الإحساس بالألم. وإذا دفئت المنطقة فإن اللويحات تحت الجلد تصبح طرية تدريجياً وتشفى خلال أسابيع دون تندب. وقد تشاهد الحالة على الجلد عند المتزلجين، أو في منطقة الفخذ والإلية عند الفرسان عند ارتداء ملابس غير ملائمة للجو، وينصح الفرسان بالملابس الفضفاضة والسميكة والتدفئة التدريجية.
وكذلك التهاب السبلة الشحمية بعد الستيروئيدات فيشاهد عند الأطفال وهو نادر جداً، تتطور عقيدات تحت الجلد بعد إيقاف جرعات الستيروئيدات المجموعية العالية بمدة 1-13 يوماً. حجم العقيدات 5,. – 4 سم وتحدث في الأماكن التي يتجمع فيها الشحم نتيجة المعالجة بالستيروئيدات. تزول العقيدات تدريجياً خلال أسابيع أو أشهر ولا يوجد علاج فعّال.
وعن تشخيص نخر الشحم تحت الجلد عند الوليد، قد تحدث الإصابة بسبب استعمال الملاقط أثناء الولادة. (في أماكن الرض). كانت تختلط سابقاً مع صدمة الوليد وقد تتصادفان معاً. والعلاج المناسب له بمعايرة الكلس في الدم، فإذا كان مرتفعاً يجب استبعاد فرط نشاط الدرق والانسمام، وفي حال فرط كلس الدم يعطى الفوروسيمايد وحمية عن الكالسيوم وفيتامين دD.
التهاب السبلة الشحمية المتنقل تحت الحاد
4-التهاب السبلة الشحمية العقيدي الجوال تحت الحاد.و هي الحالة التي تتسم بنماء آَفات عقدية مموضة في المنظر والشكل الأمامي والجانبي لكلا الساقين وتنتشر بشكل شائع ة عند النساء، وعادة تستمر لعدة أشهر.

## الأسباب والميزات
ويمكن أيضًا أن تصنف التهاب السبلة الشحمية يعتمد على وجود أو عدم وجود منهجية الأعراض:
1. التهاب السبلة الشحمية دون أمراض جهازية يكون نتيجة لصدمة أو الباردة.
2. يمكن أن يكون سبب التهاب السبلة الشحمية مع أمراض جهازية.
3. من النسيج الضام اضطرابات مثل الذئبة الحمامية أو تصلب الجلد.
4. من التكاثرية اللمفية مرض مثل سرطان الغدد الليمفاوية أو كثرة المنسجات.
5. من البنكرياس أو سرطان البنكرياس.
6. ساركويد بمشاركة الجلدية (ينظر في ما يصل إلى 20 في المئة).
7. ألفا 1-انتيتريبسين نقص، أيضًا، هو أحد الأسباب الرئيسية لالتهاب السبلة الشحمية.